# Équipe du pays de Galles de rugby à XV au Tournoi britannique 1900
L'équipe du pays de Galles de rugby à XV au Tournoi britannique 1900 termine première en remportant trois victoires et la triple couronne par la même occasion. Cette victoire est la première d’une longue série de sept victoires en douze ans dans le tournoi, de 1900 à 1911. Cette équipe compte alors des joueurs de talent comme Jehoida Hodges, Willie Llewellyn, Gwyn Nicholls. Dix-sept joueurs ont contribué à ce succès. 

## Liste des joueurs

### Première ligne
- Alfred Brice (3 matches)
- George Dobson (1 match)
- Dick Hellings (2 matchs, 1 essai)
- Jehoida Hodges (3 matches)

### Deuxième ligne
- Robert Thomas (3 matches)
- George Boots (3 matches)

### Troisième ligne
- Jere Blake (3 matches)
- Fred Miller (3 matches)
- Buller Williams (3 matches, 1 essai)

### Demi de mêlée
- Louis Phillips (3 matches)

### Demi d’ouverture
- Selwyn Biggs (1 match)
- Llewellyn Lloyd (2 matches)

### Trois quart centre
- George Davies (3 matches, 1 essai)
- Gwyn Nicholls (2 matches, 1 essai)
- Dan Rees (1 match)

### Trois quart aile
- Willie Llewellyn (3 matches, 2 essais)

### Arrière
- William Bancroft (3 matches, 2 transformations, 1 pénalité)

## Résultats des matches
- Le 6 janvier 1900, victoire 13 à 3 contre l'équipe d'Angleterre à Gloucester
- Le 27 janvier, victoire 12 à 3 contre l'équipe d'Écosse à Swansea
- Le 17 mars victoire 3-0 contre l'équipe d'Irlande à Belfast.

## Points marqués par les Gallois

### Match contre l'Angleterre
- William Bancroft (7 points, 2 transformations, 1 pénalité)
- Dick Hellings (3 points, 1 essai)

### Match contre l'Écosse
- Willie Llewellyn (6 points, 2 essais)
- Gwyn Nicholls (3 points, 1 essai)
- Buller Williams (3 points, 1 essai)

### Match contre l'Irlande
- George Davies (3 points, 1 essai)

## Statistiques

### Meilleur réalisateur
- William Bancroft (7 points, 2 transformations, 1 pénalité)
- Willie Llewellyn (6 points, 2 essais)

### Meilleur marqueur d'essais
- Willie Llewellyn 2 essais